# Talarn (kommun)
Talarn är en kommun i Spanien.   Den ligger i provinsen Província de Lleida och regionen Katalonien, i den nordöstra delen av landet, 400 km nordost om huvudstaden Madrid. Antalet invånare är 564. Arean är 28,0 kvadratkilometer. Talarn gränsar till Tremp, Salàs de Pallars, Isona i Conca Dellà och Castell de Mur. 
Terrängen i Talarn är kuperad åt nordost, men åt sydväst är den platt.